# Alaina Huffman
Alaina Huffman (geboren als Alaina Kalanj, Vancouver, 17 april 1980) is een Canadees actrice. Zij debuteerde in 2001 op het witte doek als Terry Weiss in de Amerikaanse misdaad-thriller Pendulum. Sindsdien schreef ze verschillende andere filmrollen op haar cv en speelde ze wederkerende personages in onder meer sciencefictionseries Painkiller Jane en SGU Stargate Universe.
Huffman staat regelmatig op aftitelingen vermeld als Alaina Kalanj, haar meisjesnaam. Ze trouwde in 2003 met John Henry Huffman IV. Ze beviel in 2014 van hun vierde kind, hun tweede zoon. 

## Filmografie
*Exclusief televisiefilms
- An American Carol (2008)
- Dog Lover's Symphony (2006
- The Gunman (2004)
- Screen Door Jesus (2003)
- Serving Sara (2002)
- Pendulum (2001)

## Televisieseries
*Exclusief 5+ eenmalige gastrollen
- Supernatural - Abaddon / Josie Sands (2013-2014, acht afleveringen)
- SGU Stargate Universe - Tamara Johansen (2009-2011, veertig afleveringen)
- Smallville - Dinah Lance/Black Canary (2008-2011 zes afleveringen)
- SGU Stargate Universe Kino - Tamara Johansen (2009-2011, drie afleveringen)
- Jack Hunter and the Quest for Akhenaten's Tomb (2008, miniserie)
- Painkiller Jane - Maureen Bowers (2007, twaalf afleveringen)

- International Standard Name Identifier: 0000 0000 5391 6881
- Library of Congress Control Number: no2006099558
- Virtual International Authority File: 48989156
- WorldCat: E39PBJmP64kXDGC7kKjpYjqRKd